# Sebastian Klotz
Pour les articles homonymes, voir Klotz.
Sebastian Klotz, né le 18 janvier 1696, mort le 20 janvier 1775, est un luthier allemand.
Second fils du luthier Matthias Klotz, il étudie la lutherie avec son père et se perfectionne en Italie.
Sebastian Klotz est une figure de la lutherie du Mittenwald. Il crée un modèle de violon qui se situe entre les violons de Guarnerius del Gesù, Jakobus Stainer et Antonio Stradivari. La réalisation et la qualité des finitions de ses violons fait preuve d'une très grande expérience.
Il n'y a plus beaucoup de violons réalisés par Sebastian Klotz. Le plus souvent, les violons ont une étiquette à son nom, plus quelques-uns qui lui sont attribués.
Sebastian Klotz est celui qui fit la renommée des Klotz et de Mittenwald.
Il eut 3 enfants qui furent aussi luthiers. Georg (II) (1723-1797), Aegidius (1733-1805) et Joseph (I) (1743-1809).
Les violonistes Gunar Letzbor, Veronika Strehlke et Leah Gale Nelson, jouent et ont enregistré des œuvres d'Heinrich Biber sur des violons de Sebastian Klotz.